# Verordnung (EG) Nr. 1221/2009
Die Verordnung (EG) Nr. 1221/2009 des Europäischen Parlaments und des Rates vom 25. November 2009 hat in den Mitgliedstaaten der Europäischen Union ein Gemeinschaftssystem für das Umweltmanagement und die Umweltbetriebsprüfung (EMAS) geschaffen. Die Verordnung soll Organisationen in der Europäischen Union helfen, ihre Umweltleistung zu verbessern.

## Ziel und Anwendungsbereich
Das Ziel der Verordnung ist es, Organisationen ein freiwilliges System zu bieten, mit dem sie ihre Umweltleistung bewerten, darüber berichten und verbessern können. EMAS III gilt für alle Arten von Organisationen, egal ob groß oder klein, privat oder öffentlich, in der ganzen EU.

## Geschichte und Hintergrund
EMAS wurde erstmals 1993 eingeführt und seitdem mehrfach überarbeitet. Die Verordnung (EG) Nr. 1221/2008 ist die dritte Überarbeitung und macht EMAS nutzerfreundlicher und leichter mit anderen Umweltmanagementsystemen, wie z. B. der internationalen Norm ISO 14001, kombinierbar.

## Wichtige Elemente
Umweltpolitik und Umweltprogramm
Teilnehmende Organisationen müssen eine Umweltpolitik entwickeln, die sich zu kontinuierlichen Verbesserungen und zur Einhaltung aller Umweltvorschriften verpflichtet. Sie müssen auch ein Umweltprogramm mit konkreten Zielen und Maßnahmen erstellen.
Umweltmanagementsystem (UMS)
EMAS verlangt von den Organisationen die Einführung eines Umweltmanagementsystems (UMS), das alle umweltrelevanten Aktivitäten, Produkte und Dienstleistungen abdeckt. Dieses System soll ständig verbessert werden.
Interne Umweltprüfung
Organisationen müssen regelmäßig interne Umweltprüfungen durchführen, um die Wirksamkeit ihres UMS und die Erreichung der Umweltziele zu bewerten.
Umweltbetriebsprüfung (Audit)
Ein unabhängiger, zugelassener Umweltgutachter führt eine Umweltbetriebsprüfung durch. Diese bestätigt, dass das Umweltmanagementsystem die Anforderungen der EMAS-Verordnung erfüllt.
Umwelterklärung
Organisationen müssen eine Umwelterklärung erstellen und veröffentlichen. Diese Erklärung gibt Auskunft über ihre Umweltleistung und die erreichten Verbesserungen und muss regelmäßig aktualisiert und überprüft werden.
Registrierung
Nach erfolgreicher Prüfung können sich Organisationen bei der zuständigen nationalen Registrierungsstelle registrieren lassen und das EMAS-Logo verwenden.

## Vorteile der Teilnahme
Die Teilnahme an EMAS bietet viele Vorteile, darunter:
- Verbesserte Umweltleistung und Effizienz
- Weniger Umweltbelastungen und Kosten
- Höhere Rechtssicherheit durch Einhaltung von Umweltvorschriften
- Besseres Umweltbewusstsein und Motivation der Mitarbeiter
- Bessere Beziehungen zu Kunden und der Öffentlichkeit
- Wettbewerbsvorteile durch Umweltengagement

## Umsetzung und Weiterentwicklung
Die Verordnung (EG) Nr. 1221/2009 wurde in Deutschland mit Wirkung zum 13. Dezember 2011 im Umweltauditgesetz umgesetzt.